# Коргон-Таш
Коргон-Таш (кирг. Коргон-Таш) — село в Баткенском районе Баткенской области Кыргызстана. Входит в состав Дарыинского айылного аймака (аильного округа). В начале 2020 года на территории села проживало 95 человек, преимущественно этнические киргизы.

## География
Село расположено на левом берегу реки Сох к югу от границы с Сохским районом — эксклавом Узбекистана. Расстояние по прямой до центра аймака села Чек составляет около 43 километров, до районного и областного центра Баткена — 38, до Бишкека — 465.
В селе находится одна улица, также носящая название Коргон-Таш.